# 樊知古
樊知古（?—?），字仲师。本名樊若水（一作若冰），字叔清。北宋池州（今安徽贵池）人。
其先京兆长安人。早年為南唐書生，屢試不中，每天在采石矶钓鱼，“乘小舟载丝绳，维南岸，疾棹抵北岸，以度江之广狭”。後至汴京，授职舒州军事推官。宋太祖诏李煜，速派人护送樊母及妻儿过江。开宝七年（974年），召拜太子右赞善大夫。宋军出征江表時，以樊知古为向导。攻取池州後，留守池州。征南唐時，樊知古獻策，架浮桥于采石矶，大军遂得渡江。以功擢拜侍御史。
祥兴二年（1279）六月，文天祥被押赴大都，途经采石，作《采石》诗：“不上蛾眉二十岁，重来为堕山河泪。今人不见虞允文，古人曾有樊若水。”

## 延伸阅读
[在维基数据编辑]
 《宋史·卷276》，出自脱脱《宋史》